# 9to5Mac
9to5Mac est un site web d'informations concernant la marque Apple, fondé en 2007 par Seth Weintraub. 

## Histoire
Il est connu comme étant le premier site web Apple News en termes d'actualités importantes. Le site s'est fait connaître au cours de ses premières années d'existence en publiant les premières photos de l'iPod nano de troisième génération, l'iPod touch, les premières photos du premier iPhone et des détails sur le processus de fabrication des ordinateurs portables Apple. 